# Institut Maurice-Lamontagne
L'Institut Maurice-Lamontagne est un institut de recherche en science marine situé à Mont-Joli, au Québec, faisant partie du ministère des Pêches et des Océans canadien.
Il est nommé en l'honneur de l'économiste et homme politique canadien Maurice Lamontagne, natif de Mont-Joli.
Les chercheurs de l'institut ont accès aux navires suivants :
- NGCC Calanus II
- NGCC Frederick G. Creed
- NGCC Martha L. Black
- NGCC Alfred Needler
- NGCC Hudson
- NGCC Teleost

S'y trouvent des bureaux du Service hydrographique du Canada (en) .